# Жалсанова, Пылжит Бальжиевна
Пылжит Бальжиевна (Бальчиновна) Жалсанова (1923 — 1986) — передовик советского сельского хозяйства, доярка колхоза имени Карла Маркса Селенгинского аймака Бурятской АССР, Герой Социалистического Труда (1959).

## Биография
Родилась в 1923 году в улусе Ацула Иройского сомонного совета Селенгийского аймака Бурятии в крестьянской бурятской семье. В начале Великой Отечественной войны окончила курсы трактористки и семь лет отработала на тракторе.
В 1949 году стала трудиться на ферме дояркой колхоза имени Карла Маркса. С начала 1950-х годов они были стабильные надои свыше 4000 литров молока от каждой коровы в среднем за год.
В 1958 году доярка Жалсанова сумела добиться высокого надоя — по 4589 литров молока от каждой закреплённой коровы в среднем за год.
Указом Президиума Верховного Совета СССР от 3 июля 1959 года «за выдающиеся производственные достижения и большой вклад, внесённый в освоение и внедрение новых прогрессивных методов труда в промышленности и сельском хозяйстве Бурятской АССР» Пылжит Бальжиевне Жалсановой было присвоено звание Герой Социалистического Труда с вручением ордена Ленина и медали "Серп и Молот.
Продолжала и дальше трудиться в сельском хозяйстве. Неоднократно принимала участие в выставках достижений народного хозяйства. Принимала участие в наставнической работе, передавала опыт новому поколению животноводов. Была делегирована на 3-й всесоюзный съезд колхозников в 1969 году.
Умерла в 1986 году.

## Награды
За трудовые успехи была удостоена:
- золотая звезда «Серп и Молот» (03.07.1959);
- два ордена Ленина (03.07.1959);
- Медаль Материнства;
- другие медали.